# Reima Salonen
Reima Salonen (ur. 19 listopada 1955 w Taivassalo) – fiński lekkoatleta chodziarz, mistrz Europy.

## Kariera sportowa
Wystąpił na mistrzostwach Europy juniorów w 1973 w Duisburgu, gdzie zajął 13. miejsce w chodzie na 10 000 metrów.
Wziął udział w specjalnych mistrzostwa świata w 1976 w Malmö, które rozegrano tylko w chodzie na 50 kilometrów, ponieważ ta konkurencja nie znalazła się w programie igrzysk olimpijskich w 1976 w Montrealu. Salonen niespodziewanie wywalczył na tych mistrzostwach brązowy medal.
Nie ukończył chodu na 50 kilometrów na mistrzostwach Europy w 1978 w Pradze, a także na igrzyskach olimpijskich w 1980 w Moskwie. Na tych samych igrzyskach zajął 9. miejsce w chodzie na 20 kilometrów.
Na mistrzostwach Europy w 1982 w Atenach zwyciężył w chodzie na 50 kilometrów (wyprzedzając Josepa Marína z Hiszpanii i Bo Gustafssona ze Szwecji), a w chodzie na 20 kilometrów był ósmy. Na pierwszych mistrzostwach świata w 1983 w Helsinkach zajął 4. miejsce w chodzie na 50 kilometrów oraz 12. miejsce w chodzie na 20 kilometrów.
Na igrzyskach olimpijskich w 1984 w Los Angeles zajął 4. miejsce w chodzie na 50 kilometrów. W tym samym roku zajął 5. miejsce w chodzie na 20 km na zawodach Przyjaźń-84. Na mistrzostwach Europy w 1986 w Stuttgarcie zajął 5. miejsce w chodzie na 50 km, a w chodzie na 20 km został zdyskwalifikowany. Zajął 10. miejsce w chodzie na 20 km na mistrzostwach świata w 1987 w Rzymie, a chodu na 50 km nie ukończył. Zajął 18. miejsce w chodzie na 50 km i 42. miejsce w chodzie na 20 km na igrzyskach olimpijskich w 1988 w Seulu.
9 czerwca 1979 w Raisio ustanowił najlepszy wynik na świecie w chodzie na 20 km czasem 1:21:01.
Wielokrotny złoty medalista mistrzostw krajów nordyckich.
Był mistrzem Finlandii w chodzie na 20 km w latach 1973–1983 oraz 1985–1988, a w chodzie na 50 km w 1974, 1975, 1977–1979, 1981, 1982 i 1984–1987. W 1985 i 1988 zdobył tytuł halowego mistrza kraju w chodzie na 5000 metrów.
Ośmiokrotnie reprezentował Finlandię w meczach międzypaństwowych, odnosząc 5 zwycięstw indywidualnych.

## Rekordy życiowe
- chód na 20 kilometrów – 1:19:52 (21 czerwca 1983, Pihtipudas)
- chód na 50 kilometrów – 3:42:36 (24 maja 1986, Vantaa)